# Hochlantsch
Hochlantsch är ett berg i Österrike.   Det ligger i distriktet Bruck-Mürzzuschlag och förbundslandet Steiermark, i den östra delen av landet, 120 km sydväst om huvudstaden Wien. Toppen på Hochlantsch är 1 720 meter över havet.
Terrängen runt Hochlantsch är huvudsakligen kuperad, men åt nordväst är den bergig. Hochlantsch är den högsta punkten i trakten. Närmaste större samhälle är Kapfenberg, 14,0 km nordväst om Hochlantsch. 
I omgivningarna runt Hochlantsch växer i huvudsak blandskog. Runt Hochlantsch är det ganska tätbefolkat, med 83 invånare per kvadratkilometer.